# Tylolaimophorus rotundicaudum
Tylolaimophorus rotundicaudum är en rundmaskart. Tylolaimophorus rotundicaudum ingår i släktet Tylolaimophorus och familjen Diplogasteridae. Inga underarter finns listade i Catalogue of Life.